# Sân bay Alférez FAP David Figueroa Fernandini
Sân bay Alférez FAP David Figueroa Fernandini (IATA: HUU, ICAO: SPNC) là một sân bay phục vụ Huanuco, Peru. Đây là sân ba quan trọng nhất ở vùng Huánuco. Sân bay này do chính quyền dân sự vận hành, hiện tại chỉ có 1 hãng hàng không đang hoạt động: LC Busre với tuyến bay hàng ngày nối với Lima. Ngoài ra, sân bay này còn phục vụ máy bay tư nhân và bay thuê bao.

## Các hãng hàng không và các tuyến bay
- LC Busre (Lima)